# Der Ring

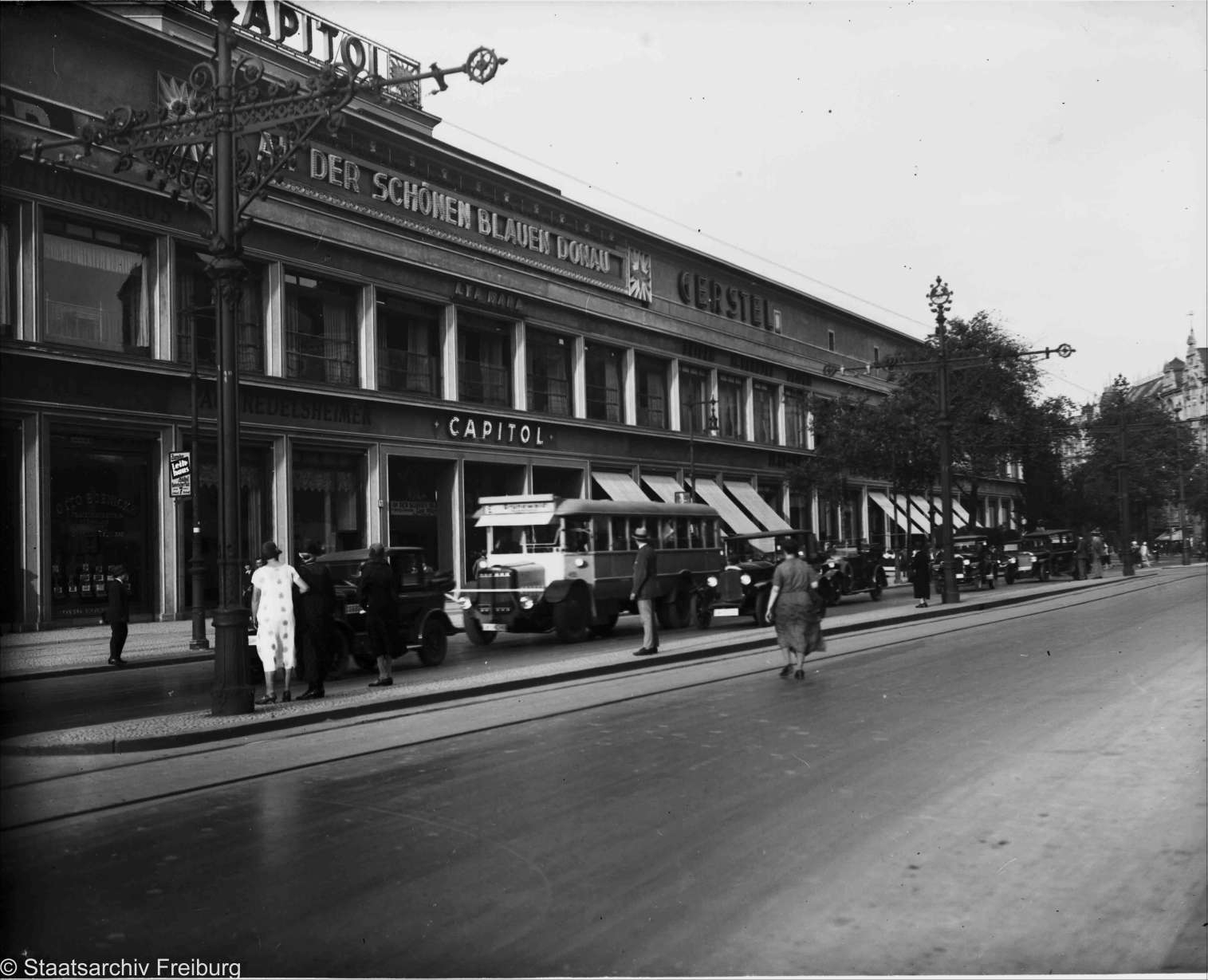
Cine Capitol, obra de Hans Poelzig (Berlín, década de 1930)

Der Ring, el "Ring" (o "Anillo") fue un grupo de arquitectos de vanguardia de la Alemania de entreguerras.
El origen del Ring se encuentra en las reuniones organizadas en torno a 1924 por los arquitectos Mies van der Rohe y Hugo Häring en la oficina que por entonces estos dos arquitectos compartían. Inicialmente el grupo se llamó "Der Zehnerring" o "el Anillo de los Diez", por estar compuesto por diez arquitectos: además de los ya mencionados Mies y Häring, formaban parte del grupo: Peter Behrens, Erich Mendelsohn, Hans Poelzig, Bruno Taut, Max Taut, Walter Schilbach, Otto Bartning, y Martin Wagner.
Uno de los motivos de la fundación del grupo era la destitución de Ludwig Hoffmann, arquitecto jefe de Berlín, de perfil conservador, y su sustitución por Martin Wagner, objetivo que se logró en 1925.
Posteriormente, el "Zehnerring" pasó a denominarse el "Ring", nombrando delegados en otras ciudades alemanas: Walter Gropius (delegado en la Bauhaus-Dessau), Adolf Meyer (Fráncfort del Meno), Adolf Rading (Breslau), Otto Haesler (Celle), Richard Döcker (Stuttgart) y Hans Söder (Kassel). Se incluyeron así mismo nuevos miembros, como Wassili y Hans Luckhardt, Ernst May, Heinrich Tessenow y Hans Scharoun.
El Ring fue más un colectivo que una sociedad organizada: no existía ningún comité, y admisiones y decisiones importantes debían adoptarse por unanimidad. Su archivo oficial era el archivo de la Bauhaus en Dessau, y su primer secretario fue Hugo Häring.
El Ring mantuvo relación frecuente con otros grupos plásticos de vanguardia, como el Novembergruppe o el Arbeitsrat für Kunst. En 1927 contaba con 27 miembros, de los que 21 tomaron parte en la exposición del Weissenhofsiedlung, Stuttgart